# Summer Bishil
Summer Yasmine Bishil (nacida el 17 de julio de 1988) es una actriz estadounidense. saltó a la fama por interpretar a Jasira en la película Towelhead de 2007, por la que fue nominada a un Premio Independent Spirit Award a la mejor protagonista femenina. Durante los años siguientes, tuvo pequeños papeles en películas y series de televisión como The Last Airbender (2010) y 90210 (2011) antes de protagonizar la breve serie de la cadena ABC Lucky 7 (2013). Es conocida por su papel de Margo Hanson en la serie dramática de fantasía de Syfy The Magicians, que protagonizó desde 2015 hasta 2020.

## Primeros años de vida
Bishil nació en Pasadena, California y es la menor de tres hermanos. Su madre es mexicoamericana y su padre es de ascendencia hindi. En 1991, cuando Bishil tenía tres años, la familia se mudó a Arabia Saudí y luego a Baréin, donde ella y su hermano asistieron a escuelas británicas y estadounidenses.
Los ataques terroristas del 11 de septiembre de 2001 llevaron a su familia a regresar a los Estados Unidos. Se mudaron a una comunidad mormona en San Diego, donde asistió a una escuela secundaria pública regular durante una semana. Debido a la tensión posterior al 11S en los Estados Unidos, sus compañeros de escuela no la recibieron con amabilidad. Afirmó que el regreso no fue fácil: "Lo odiaba. Me llamaron puta el primer día de clases y alguien dijo que pensaban que mi papá financió el terrorismo. Solo sabía que nadie iba a querer ser mi amigo allí. Tuve ataques de pánico el primer año de mi vida aquí". La familia más tarde se mudó a Arcadia, donde su madre la educó en casa. Tomó clases en Citrus College en Glendora, California.

## Carrera profesional
Bishil comenzó a tomar lecciones de actuación a los 14 años. En un año, firmó un contrato con un gerente y una agencia. El primer papel de Bishil fue en el breve programa de televisión de Nickelodeon Just for Kicks, seguido de apariciones en varios otros programas para niños.
La gran actuación de Bishil fue la protagonista de la película de Alan Ball, Towelhead en 2007, una adaptación de la novela del mismo nombre. La crítica de Slate Dana Stevens, dijo: "Su actuación es lo más auténtico en una película que, a pesar de todas sus buenas intenciones, se siente completamente falsa y ligeramente vergonzosa, como un anuncio de servicio públicoextendido sobre toques inapropiados". Bob Strauss, que escribe para varios periódicos de Los Ángeles, afirma que Bishil, "... es una de las mejores actrices de cine naturales que ha surgido en años". Gary Goldstein en Los Angeles Times del 12 de septiembre en una crítica a la película Towelhead (Nada es privado), declaró que, "... la recién llegada Summer Bishil se convierte en una actuación valiente y silenciosamente fascinante como Jasira".
En 2009, filmó un proyecto de Wayne Kramer, Crossing Over (Territorio prohibido), protagonizado por Harrison Ford, Ray Liotta y Ashley Judd, un retrato que recibió alguna notificación favorable de Jay Reiner de Associated Press. Fue elegida para interpretar a Azula en la película de 2010 de M. Night Shyamalan del 2010 The Last Airbender, y se planeó que fuera el foco de la planeada pero nunca producida secuela.
En 2013, Bishil interpretó a Samira en uno de los papeles principales del drama de corta duración de la ABC Lucky 7. A finales de 2014, Bishil interpretó el papel de Margo Hanson en la serie dramática de Syfy The Magicians, que terminó después de cinco temporadas.

## Filmografía
| Año  | Título                | Función          | Notas |
| ---- | --------------------- | ---------------- | ----- |
| 2007 | Towelhead             | Jasira Maroun    |       |
| 2009 | Crossing Over         | Taslima Jahangir |       |
| 2010 | Mooz-lum              | Iman             |       |
| 2010 | Relaciones públicas   | Sara             |       |
| 2010 | The Last Airbender    | Azula            |       |
| 2013 | Estrella de pop       | Priscilla        |       |
| 2018 | Bajo el Lago de Plata | La Novia         |       |

| Año        | Título                                        | Función         | Notas                                      |
| ---------- | --------------------------------------------- | --------------- | ------------------------------------------ |
| 2005       | Días de Nuestras Vidas                        | Stacey          | Episodio #1.10164                          |
| 2006       | Justo para Chuts                              | Stacey          | Episodio: "Episodio de estreno: Parte 2"   |
| 2006       | Drake & Josh                                  | Tabitha         | Episodio: "Josh se topa con Oprah"         |
| 2006       | Hannah Montana                                | Rachel          | Episodio: "Bien caramba, señorita Dolly"   |
| 2006       | Regreso a Halloweentown                       | Aneesa          | Película televisiva                        |
| 2009       | Tres Ríos                                     | Karen Rollins   | Episodio: "Intenciones Buenas"             |
| 2010       | The Whole Truth                               | Michelle Penner | Episodio: "Amor joven"                     |
| 2011       | 90210                                         | Leila Shirazi   | 4 episodios                                |
| 2013       | Afortunado 7                                  | Samira          | Función principal; 8 episodios             |
| 2013       | Explosión Vega                                | Serena          | Película televisiva                        |
| 2014       | Orden & de ley: Unidad de Víctimas Especiales | Heba Salim      | Episodio: "Historias Criminales"           |
| 2015       | iZombie                                       | Eliza Marquette | Episodio: "Vuelo de los muertos vivientes" |
| 2015@–2020 | Los Magos                                     | Margo           | Función principal; 65 episodios            |

## Premios y nominaciones
| Año  | Premio                     | Categoría                   | Trabajo   | Resultado | Refs   |
| ---- | -------------------------- | --------------------------- | --------- | --------- | ------ |
| 2008 | Premios Young Hollywood    | A tener en cuenta           | Towelhead |           | [ 14 ] |
| 2008 | Premios Independent Spirit | Mejor protagonista femenina | Towelhead |           | [ 15 ] |